# 구사바나촌
구사바나촌(일본어: 草花村)은 일본 도쿄부 니시타마군에 일찍이 존재했던 촌이다.

## 지리
- 현재의 아키루노시의 북동부에 해당한다.
- 강을 끼고 있는 고지대에 있어 메이지 시대까지만 해도 주변에서 샘물이 솟아났다.

## 역사
중세에 이 지역은 히라야마씨가 지배했다고 한다. 히라야마씨는 무사시 칠당으로 알려져 있지만, 히라야마씨 출신이라는 설도 있다.
남북조 시대에는 오이시 가문의 지배하에 있었다.
- 1889년 4월 1일 - 정촌제 시행에 의해 단독으로 촌제를 시행해 가나가와현 니시타마군 구사바나촌이 성립하였다.
- 1893년 4월 1일 - 니시타마군, 미나미타마군, 기타타마군과 함께 도쿄부에 이관되었다.
- 1921년 4월 1일 - 스가와촌, 세도오카촌, 하라코미야촌과 합병해 다사이촌이 성립하여, 구사바나촌은 소멸하였다.

## 참고문헌
- 角川日本地名大辞典編纂委員会『角川日本地名大辞典 13 東京都』、角川書店、1978年、ISBN 4-04-001130-9
- 日本加除出版株式会社編集部『全国市町村名変遷総覧』、日本加除出版、2006年、ISBN 4-8178-1318-0